# Maite Dono
Maite Dono Duro (Vitoria, 17 de febrero de 1969) es una cantautora, poeta y actriz española.
Estudió Filología en la Universidad de Santiago de Compostela y se graduó en Interpretación en la RESAD (en Madrid).
En 1993 comenzó su actividad teatral como actriz. En 1998 inició su faceta musical con su primer disco como solista: Corazón de Brief, en homenaje al cantautor folclórico Emilio Cao (1953-), en el que cantó sus obras acompañada únicamente por el piano de Manuel Gutiérrez. El segundo álbum, titulado O mar vertical (2001), fue más personal e incluyó canciones propias. El trabajo se completó con un libro de poemas homónimo. También participó en el CD recopilatorio Cantigas de Nadal. Ha colaborado en proyectos con diferentes artistas de la escena gallega: jazz, acompañando a Baldo Martínez y al pianista Alberto Conde, interpretando cantigas medievales con Carlos Beceiro o trabajos con Roberto Somoza. También ha participado en trabajos musicales de Na Lúa y La Musgaña.
Desde 2006 experimenta poética e musicalmente con Intruso.
Sus últimos aportes a la música fueron en el Proyecto Miño, del contrabajista Baldo Martínez, y un dúo con Martínez en Sons Nús. En 2013 participó como actriz en la obra de teatro Hamlet post scriptum, dirigida por Roberto García de Mesa. Ha escrito cuentos y teatro. Tiene varios libros inéditos, entre los que se destaca Poemas da Mamachán ou de cómo podrecen os fardos (en gallego). Sus poemas han formado parte de diversas antologías y libros colectivos. Ha publicado en revistas como Salamandria, El Planeta, Madrygal, Mester de Vandalía, entre otros. Reside en Santiago de Compostela.

## Obras

### Música
- 1998: Corazón de brief
- 2001: O mar vertical
- Sons nús.[4]

### Poesía
- 1996: Manta de sombra (en español). Libertarias/Prodhufi.[5]
- 2000: O mar vertical (en gallego). Espiral Maior.
- 2004: Desilencios (en gallego). Sociedade de Cultura Valle-Inclán.
- 2009: Circus girl (en español). El Gaviero.[6]
- 2013: Sobras (en español). El Gaviero.[7]

### Obras colectivas
- 2011: Tamén navegar (en gallego), Toxosoutos.

## Premios y reconocimiientos
- 1995: Premio Internacional Libros del Egoísta, por Manta de sombra.[8]
- 2003: XXIII Premio Esquío de poesía, por Desilencios.[9]